# بو بيلينغسليا
بو بيلينغسليا (بالإنجليزية: Beau Billingslea)‏ مواليد 1944 في تشارلستون (كارولاينا الجنوبية)، هو ممثل أمريكي. اشتهر بتأدية صوت شخصية «جيت باك» في كاوبوي بيباب وصوت «أوجريمون» في أبطال الديجيتال.

## الأعمال

### أفلام
- فاينال فانتازي 7: ظهور الأطفال
- الأخير: ناروتو الفيلم
- ديجيمون أدفنتشر تراي
- أكيرا
- فيلم ناروتو شيبودن: سجن الدم
- لوبين الثالث: قلعة كاجليسترو

### ألعاب فيديو
- داينستي واريورز
- إيس كمبات 5
- ديرج أوف سيربيروس: فاينال فانتازي 7
- قائمة ألعاب ناروتو
- بيت داون: فيستس أوف فينجينس
- ديث باي ديغريز
- جراند ثفت أوتو V
- كينغدوم هارتس II
- مافيا 3
- نيو كونترا
- الخارجون عن القانون
- رزدنت إيفل أوت بريك
- ريزدنت إيفل أوت بريك فايل 2
- ستار أوشن: تيل ذا إند أوف تايم
- أوربن راين
- زينوساغا إيبيسود 1

## روابط خارجية
- بو بيلينغسليا على موقع IMDb (الإنجليزية)
- بو بيلينغسليا على موقع ميوزك برينز (الإنجليزية)
- بو بيلينغسليا على موقع قاعدة بيانات الفيلم (الإنجليزية)
- بو بيلينغسليا على موقع ANN person (الإنجليزية)